# وینس پاول
وینس پاول (انگلیسی: Vince Powell؛ ۶ اوت ۱۹۲۸ – ۱۳ ژوئیه ۲۰۰۹) مؤلف، تهیه‌کننده تلویزیونی و فیلم‌نامه‌نویس اهل بریتانیا بوده است.
از فیلم‌ها یا مجموعه‌های تلویزیونی که وی در آن‌ها نقش داشته است، می‌توان به خانه پربرکت و حواست به حرفات باشه اشاره نمود.